# Buldak
Buldak (кор. 불닭, дословно «огненная курица»)— южнокорейский бренд лапши быстрого приготовления, выпускаемый компанией Samyang Foods с апреля 2012 года. Это самый продаваемый продукт Samyang, к августу 2022 года продано более 4 миллионов единиц. Она считается одной из самых острых лапшей быстрого приготовления, представленных на корейском рынке, в оригинальном продукте острота составляет 4 404 единиц по шкале Сковилла.
По данным отчёта компании, экспорт лапши Buldak стал основным драйвером роста Samyang Foods во второй половине 2010-х годов. В 2022 году продажи линейки Buldak составили более 400 миллионов долларов США, что составляет около 70% общего экспорта компании.

## История
Лапша Buldak Hot Chicken Flavor Ramen выпущена в апреле 2012 года. На его создание вдохновило одноимённое острое блюдо с курицой, на которое Ким Чжун Су, сотрудница отдела продаж компании Samyang Foods, обратила внимание во время обеда в ресторане в 2010 году. Ким вспоминала, что от этого блюда клиенты «потели и вытягивали языки, испытывая одновременно удовольствие и боль». Когда пищевые технологи Samyang создавали прототипы лапши, она неоднократно просила их сделать его более острым.
Популярность лапши во всем мире резко возросла после того, как на YouTube появился вирусный челлендж Fire Noodle Challenge. Он был запущен YouTube-каналом Korean Englishman в 2014 году, в котором ведущий Джош Кэрротт бросил вызов своим друзьям в Великобритании, чтобы узнать, кто сможет быстрее всех доесть лапшу, не запивая её водой или другими напитками. Популярность видео привела к тому, что другие ютуберы по всему миру стали выполнять тот же челлендж, что вызвало всплеск популярности Buldak.
Некоторые виды лапши были отозваны в Дании в 2024 году: Датское ветеринарное и продовольственное управление заявило, что уровень капсаицина в одной упаковке настолько высок, что потребители рискуют получить острое отравление. Позже власти Дании пересмотрели отзыв лапши Samyang Buldak 2x Spicy Hot Chicken и Samyang Buldak Hot Chicken Stew, но сохранили запрет на Buldak 3x Spicy Hot Chicken.

### Иностранные имитации
С ростом популярности Buldak на международном уровне китайские и японские пищевые компании начали выпускать продукты, имитирующие его.
В 2021 году компания Samyang в сотрудничестве с Корейской ассоциацией пищевой промышленности подала иск о защите интеллектуальной собственности против китайских компаний, которые производят и распространяют имитированную продукцию. Позже, в марте 2023 года, китайский суд признал, что китайские компании нарушили права на интеллектуальную собственность, имитируя товарные знаки и дизайн, в иске, поданном четырьмя корейскими компаниями, включая Samyang, и обязал их выплатить компенсацию.
В апреле 2023 года японская продовольственная компания Nissin Foods вызвала споры в Южной Корее, выпустив корейскую лапшу быстрого приготовления с острым соусом, дизайн упаковки которого имитировал Buldak Carbonara. После этого Samyang рассмотрела судебное дело против Nissin, но решила отказаться от него, поскольку шансы выиграть дело были невелики из-за разных названий продуктов, и решила в будущем больше сосредоточиться на маркетинге своей продукции.

### Расширение
Samyang расширила бренд Buldak за пределы лапши быстрого приготовления, добавив другие продукты, такие как острый соус, чипсы, жаренный рис, ттокпокки, дамблинги и другие продукты.

## Вкусы и разновидности
С момента выхода оригинального варианта Samyang расширил линейку вкусов Buldak:
- Оригинальный Hot Chicken Flavor Ramen
- 2x Spicy (в два раза острее базового вкуса)
- Carbonara (со сливочным соусом в стиле карбонара)
- Cheese (со вкусом сыра)
- Curry (со вкусом карри)
- Jjajang (со вкусом чёрной фасоли)
- Mala (со специями сычуаньской кухни)
- Kimchi (со вкусом кимхчи) и другие

В зависимости от региона доступны также эксклюзивные вкусы, ориентированные на международные рынки.